# Adolf Schenck
Johann Heinrich Adolf Schenck (* 4. April 1857 in Siegen; † 15. September 1936 in Halle (Saale)) war ein deutscher Mineraloge, Geograph, Botaniker und Hochschulprofessor.

## Leben
Johann Heinrich Adolf wurde als ältestes Kind des Arztes und Stadtverordneten in Siegen Martin Adolf Schenck (* 16. Oktober 1826 in Siegen; † 6. Mai 1918 ebenda) und dessen am 8. Juli 1856 in Siegen geheirateten Frau Ehefrau Johanna (geb. Dressler; * 4. November 1835 in Siegen; † 15. April 1923 in Weilburg) geboren. Er besuchte Schulen in Siegen und Soest, wo er 1877 das Abitur ablegte. Danach studierte Schenck Naturwissenschaften und Geographie an den Universitäten Bonn, Berlin und wechselte wieder nach Bonn. 1884 wurde er daselbst zum Dr. phil. promoviert und erhielt im gleichen Jahr eine Stelle als wissenschaftlicher Assistent am mineralogischen Museum der Universität Bonn.
1884 war Schenck Teilnehmer an einer Bergbauexpedition nach Deutsch-Südwestafrika, die Adolf Lüderitz zusammenstellte. Leiter der Expedition war Carl Hoepfner, weitere Teilnehmer waren der Mineningenieur und Geologe Waldemar Belck, August Lüderitz, der Bruder von Adolf Lüderitz, Ludwig Conradt sowie der Botaniker Hermann Pohle. Auf dem Schiff fuhr auch Hans Schinz mit nach Südwestafrika, mit dem Auftrag, die Pflanzenwelt und die Möglichkeiten der landwirtschaftlichen Nutzung in der neuen deutschen Kolonie zu erforschen.
Während Schenck und Pohle ihre Pflanzensammlungen im südlichen Teil der Kolonie ausführten, war das Arbeitsgebiet von Schinz auf den Norden beschränkt. Schenk sammelte neben Pflanzen und Flechten auch Mineralien. Da in Südwestafrika keine nennenswerten Bodenschätze gefunden wurden, besuchte Schenck Minen mit Erz- und Goldvorkommen in Südafrika, Botswana und Mosambik.
Eine Reihe von Pflanzensippen wurden nach Adolf Schenck benannt, so Barleria schenckii Schinz, Mesembryanthemum schenckii Schinz (= Brownanthus vaginatus (Lam.) Chess. & M. Pignal subsp. schenckii (Schinz) Chess. & M. Pignal) oder Sesamum schenckii Asch. ex Schinz. Die Flechte Parmelia schenckiana Müll. Arg. (= Xanthoparmelia schenckiana (Müll. Arg.) Hale) trägt ebenso seinen Namen.
1887 kehrte Schenck wieder nach Deutschland zurück und habilitierte er sich 1889 für Erdkunde an der Universität Halle, wurde 1899 zum Professor ernannt und lehrte vor allem Kolonialgeographie. 1905 wurde er zum Mitglied der Deutschen Akademie der Naturforscher Leopoldina gewählt. 1918 wurde er zum ordentlichen Honorarprofessor ernannt und wurde 1922 emeritiert. Er hielt bis 1932 Vorlesungen an der Universität Halle.

## Familie
Schenck war zwei Mal verheiratet. Seine erste Ehe schloss er am 14. September 1893 in Siegen mit Henriette Karoline Elisabeth Meinhard (* 9. Januar 1872 in Siegen; † 1958), die Tochter des Lederfabrikanten Otto Meinhard (* 16. April 1836 in Siegen; † 3. Februar 1916 ebenda). Eine zweite Ehe ging er am Rosalie Brinckmann (* 4. Mai 1843 in Siegen; † 3. April 1925 in Halle (Saale)) ein. Von den Kindern kennt man:
1. Charlotte Elisabeth Johanna Schenck (* 13. Juni 1898 in Halle (Saale)), ⚭ 10. August 1920 in Halle (Saale) mit dem Facharzt für Frauenkrankheiten in Siegen Dr. med. Gustav Adolf Rudolf Knebel (* 10. März 1895 in Siegen)
2. Hertha Karoline Marie Schenck (* 18. Januar 1900 in Halle (Saale)), ⚭ 23. März 1922 in Halle (Saale) mit dem Bergwerksdirektor in Obernkirchen Gustav Rudolf Friedrich August Knebel (* 2. August 1890 in Siegen)

Seine Brüder waren der Physiologe Fritz Schenck, der Botaniker Heinrich Schenck sowie der Biochemiker Martin Schenck.

## Ehrungen und Mitgliedschaften
- Mitglied der Nationalliberalen Partei, später DVP, bis 1931
- Ehrenmitglied des Kolonialkriegervereins der Schutztruppe „General Maercker“
- Vorsitzender und Ehrenvorsitzender der Abteilung Halle der Deutschen Kolonialgesellschaft
- Vorstandsmitglied der Deutschen Kolonialgesellschaft

## Schriften
- Adolf Schenck: Die Diabase des oberen Ruhrthals und ihre Contacterscheinungen mit dem Lenneschiefer ..., Bonn, Phil. Diss. 1884, Bonn : Univ. Buchdr. v. C. Georgi, 1884
- Adolf Schenck (1885): Das Gebiet zwischen Angra Pequena und Bethanien. Vorläufige Mitteilungen aus Lüderitzland. Petermann’s Mittheilungen. 31:132-136.
- Adolf Schenck (1988): Die geologische Entwicklung Südafrikas. Petermann’s Mittheilungen. 34:225-232.